# Live/Vivo
Live/Vivo è il primo album live della Oi! band Klasse Kriminale.
La registrazione è un concerto tenutosi al "Quadrare del Circolo" di Rimini il 17 giugno 1995.

## Formazione
- Marco: voce
- Riccardo: chitarra e voce
- Betty: basso e voce
- Castel: batteria

## Brani
1. Birra Donne e Ciminiere - 2:26
2. Politicanti - 3:32
3. If The Kids Are United - 3:59
4. Faccia a Faccia - 2:38
5. I Ragazzi Sono Innocenti - 3:05
6. Goal! - 2:39
7. Un Altro Ribelle è Morto - 4:17
8. Oi! Fatti una Risata - 3:41
9. Ci Incontreremo Ancora un Giorno - 3:19
10. Oi! Siamo Tu & Io Vincenti - 1:57
11. Mangia i Ricchi - 3:00
12. La Ragazza dalla T-Shirt degli "Angelic Upstarts" - 1:46
13. White Riot - 2:19
14. Ragazzi Come Tu & Me - 2:30
15. Nessuna Novità - 2:02
16. Police & Thieves - 2:26
17. Bad Man - 2:18
18. Chaos - 3:59
19. Suburban Rebels - 2:21
20. Oi! Fatti Una Risata (Herberts Version) - 2:23